# Heillecourt
Heillecourt é uma comuna francesa na região administrativa do Grande Leste, no departamento de Meurthe-et-Moselle. Estende-se por uma área de 3.65 km², e possui 5.473 habitantes, segundo o censo de 2018, com uma densidade de 1.500 hab/km².